# Élections constituantes de 1946 dans la Haute-Vienne
Les élections constituantes françaises de 1946 se tiennent le 2 juin. Ce sont les deuxièmes élections constituantes, après le rejet du projet de Constitution française du 19 avril 1946 lors du référendum du 5 mai.

## Mode de scrutin
L'assemblée constituante est composée de 586 sièges pourvus au scrutin proportionnel plurinominal suivant la règle de la plus forte moyenne dans chaque département, sans panachage ni vote préférentiel.
Dans le département de la Haute-Vienne, cinq députés sont à élire.

## Élus
| Député sortant  | Parti | Parti | Député élu ou réélu | Parti | Parti |
| --------------- | ----- | ----- | ------------------- | ----- | ----- |
| Marcel Paul     |       | PCF   | Marcel Paul         |       | PCF   |
| Alphonse Denis  |       | PCF   | Alphonse Denis      |       | PCF   |
| Gaston Charlet  |       | SFIO  | Jean Le Bail        |       | SFIO  |
| André Foussat   |       | SFIO  | André Foussat       |       | SFIO  |
| Charles Leclerc |       | SFIO  | Robert Schmidt      |       | MRP   |

## Résultats

### Résultats à l'échelle du département
| Parti    | Parti                                          | Tête de liste  | Résultats | Résultats | Sièges |  |
| Parti    | Parti                                          | Tête de liste  | Voix      | %         |        |  |
| -------- | ---------------------------------------------- | -------------- | --------- | --------- | ------ |  |
|          | Parti communiste français                      | Marcel Paul    | 66 815    | 38,13     | 2      |  |
|          | Section française de l'Internationale ouvrière | Jean Le Bail   | 63 942    | 36,49     | 2 1    |  |
|          | Mouvement républicain populaire                | Robert Schmidt | 36 977    | 21,10     | 1 1    |  |
|          | Parti républicain de la liberté                | Luc Levesque   | 4 516     | 10,62     | -      |  |
|          | Rassemblement des gauches républicaines        | André Cramier  | 2 964     | 1,69      | -      |  |
|          |                                                |                |           |           |        |  |
| Inscrits | Inscrits                                       | Inscrits       | 226 582   | 100,00    | 5      |  |
| Votants  | Votants                                        | Votants        | 177 646   | 78,40     |        |  |
| Exprimés | Exprimés                                       | Exprimés       | 175 214   | 98,63     |        |  |